# Raoul Shungu
Raoul Jean-Pierre Shungu est un footballeur  puis entraîneur congolais, né le 3 janvier 1958 à Bukavu.
Évoluant au poste d'attaquant et international zaïrois, il devient ensuite entraîneur. Il est notamment le sélectionneur des Seychelles et du Rwanda.

## Biographie
De 1997 à 2004, il est l'entraîneur de Rayon Sports et permet au club de remporter le championnat du Rwanda en 1997, 1998 et 2002 ainsi que la Coupe CECAFA des clubs et la Coupe de la paix en 1998. Il devient ensuite directeur technique national et entraîneur des Seychelles puis revient, en 2008, au Rayon Sports. Ce second séjour se déroule moins bien et il est démis de ses fonctions. Il dirige ensuite de façon intérimaire la sélection du Rwanda.
De 2009 à 2010, il dirige le Vita Club puis prend en main pendant quelques mois le FC Saint Éloi Lupopo avant de partir au Vita Club Mokanda.
Il devient entraîneur en décembre 2013 les Diables noirs de Brazzaville en compagnie d'un autre technicien congolais Fanfan Epoma. En janvier, il rejoint avec de nombreux joueurs de son équipe le CARA Brazzaville.

## Palmarès
- Champion du Rwanda en 1997, 1998 et 2002 avec Rayon Sports[10]
- Coupe du Rwanda en 1989, 1993, 1998 et 2003 avec Rayons Sports
- Vainqueur de la Coupe CECAFA des clubs en 1998 avec Rayon Sports
- Vainqueur de la Coupe de la paix en 1998 avec Rayon Sports
- Vainqueur de la Coupe de la paix en 1996 avec InterStar
- Vainqueur de la Coupe CECAFA des clubs en 1999 avec Young Africans FC
- Coupe de Tanzanie en 1999 avec Young Africans
- Premier League en 2000  avec Young Africans
- Charity Cup en 2001 avec Young Africans
- Vainqueur du championnat de la RDC en 2010 avec l'AS V Club
- Vainqueur de l'EPFKIN en 2010 avec l'AS Vita Club